# تیائو آباتیا
تیائو آباتیا (انگلیسی: Tião Abatiá؛ ۲۰ ژانویهٔ ۱۹۴۵ – ۱۶ اوت ۲۰۱۶) بازیکن فوتبال اهل برزیل بود که در پست مهاجم بازی می‌کرد.